# Seznam představitelů Chorvatska

Vlajka chorvatského prezidenta
Poměr stran: 1:1

Seznam představitelů Chorvatska zahrnuje nejvyšší představitele Chorvatska od roku 1943, předsedy vlády od roku 1945, předsedy parlamentu od roku 1990 a předsedy Ústavního soudu od roku 1991. 

## Nejvyšší představitelé
- Předseda Zemského protifašistického výboru národního osvobození Chorvatska (ZAVNOH)
  - Vladimir Nazor (1943–1945)
- Předsedové Předsednictva Saboru Lidové republiky Chorvatsko (1945–1953)
  - Vladimir Nazor (1945–1949)
  - Karlo Mrazović (1949–1952)
  - Vicko Krstulović (1952–1953)
- Předsedové Saboru Lidové republiky Chorvatsko (1953–1963), resp. Saboru Socialistické republiky Chorvatsko (1963–1974)
  - Zlatan Sremec (1953–1953)
  - Vladimir Bakarić (1953–1963)
  - Ivan Krajačić (1963–1967)
  - Jakov Blažević (1967–1974)
  - Ivo Perišin (1974–1974)
- Předsedové Předsednictva Socialistické republiky Chorvatsko (1974–1990)
  - Jakov Blažević (1974–1982)
  - Marijan Cvetković (1982–1983)
  - Milutin Baltić (1983–1984)
  - Jakša Petrić (1984–1985)
  - Pero Car (1985)
  - Ema Derosi-Bjelajac (1985–1986)
  - Ante Marković (1986–1988)
  - Ivo Latin (1988–1990)
  - Franjo Tuđman (1990–1990)
- Prezidenti Republiky Chorvatsko (od roku 1990)
  - Franjo Tuđman (30. května 1990 – 10. prosince 1999)
  - Vlatko Pavletić (10. prosince 1999 – 2. února 2000), zastupující za zesnulého prezidenta Tuđmana jako předseda Komory zástupců
  - Zlatko Tomčić (2. února 2000 – 18. února 2000), zastupující za zesnulého prezidenta Tuđmana jako předseda Komory zástupců
  - Stjepan Mesić (18. února 2000 – 18. února 2010)
  - Ivo Josipović (19. února 2010 – 18. února 2015)
  - Kolinda Grabarová Kitarovičová (19. února 2015 – 18. února 2020)
  - Zoran Milanović (od 18. února 2020)

## Premiéři
- Předseda vlády (1945–1953)
  - Vladimir Bakarić (1945–1953)
- Předsedové výkonného výboru (1953–1990)
  - Vladimir Bakarić (1953–1953)
  - Jakov Blažević (1953–1962)
  - Zvonko Brkić (1962–1963)
  - Mika Špiljak (1963–1967)
  - Savka Dabčević-Kučar (1967–1969)
  - Dragutin Haramija (1969–1971)
  - Ivo Perišin (1971–1974)
  - Jakov Sirotković (1974–1978)
  - Petar Fleković (1978–1980)
  - Ante Marković (1980–1985)
  - Ema Derosi-Bjelajac (1985–1986)
  - Antun Milović (1986–1990)
  - Stjepan Mesić (1990–1990)
- Předsedové vlády (od roku 1990)
  - Stjepan Mesić (30. květen 1990 – 24. srpen 1990), HDZ
  - Josip Manolić (24. srpen 1990 – 17. červenec 1991), HDZ
  - Franjo Gregurić (17. červenec 1991 – 12. srpen 1992), HDZ
  - Hrvoje Šarinić (12. srpen 1992 – 3. duben 1993), HDZ
  - Nikica Valentić (3. duben 1993 – 7. listopad 1995), HDZ
  - Zlatko Mateša (7. listopad 1995 – 27. leden 2000), HDZ
  - Ivica Račan (27. leden 2000 – 23. prosinec 2003), SDP
  - Ivo Sanader (23. prosinec 2003 – 6. červenec 2009), HDZ
  - Jadranka Kosorová (6. červenec 2009 – 23. prosinec 2011), HDZ
  - Zoran Milanović (23. prosinec 2011 – 22. leden 2016), SDP
  - Tihomir Orešković (22. leden 2016 – 19. říjen 2016), nezávislý
  - Andrej Plenković (od 19. října 2016), HDZ

## Předsedové parlamentu
- Předsedové Chorvatského Saboru (od roku 1990), v letech 1990–2001 zvaného Komora zástupců
  - Žarko Domljan (30. květen 1990 – 7. září 1992)
  - Stjepan Mesić (7. září 1992 – 24. květen 1994)
  - Nedjeljko Mihanović (24. květen 1994 – 28. listopad 1995)
  - Vlatko Pavletić (28. listopad 1995 – 2. únor 2000)
  - Zlatko Tomčić (2. únor 2000 – 22. prosinec 2003)
  - Vladimir Šeks (22. prosinec 2003 – 11. leden 2008)
  - Luka Bebić (11. leden 2008) – 22. prosinec 2011)
  - Boris Šprem (22. prosinec 2011 – 30. září 2012)
  - Josip Leko (30. září 2012 – 28. prosinec 2015)
  - Željko Reiner (28. prosinec 2015 – 14. říjen 2016)
  - Božo Petrov (14. říjen 2016 – 5. květen 2017)
  - Gordan Jandroković (od 5. května 2017)
- Předsedové Komory županií (1993–2001)
  - Josip Manolić (22. březen 1993 – 1994)
  - Katica Ivanišević (12. květen 1994 – 2001)

## Předsedové Ústavního soudu
- Jadranko Crnić (1991–1999)
- Smiljko Sokol (1999–2003)
- Petar Klarić (2003–2007)
- Jasna Omejec (2008– 2016)
- Miroslav Šeparović (od 2016)